# Sylvester (film 1924)
Sylvester è un film muto del 1924, di produzione tedesca, a regia di Lupu Pick (1886-1931), attore e regista rumeno, attivo in Germania, con sceneggiatura di Carl Meyer. Il film è annoverato nella categoria di storia del cinema denominata Kammerspielfilm.

## Trama[1]
Una coppia, marito e moglie, gestori di un bar-ristorante, è impegnata nel proprio locale durante la serata di San Silvestro. All'esterno della finestra della cucina del ristorante, dove la moglie è intenta al lavoro,  appare il volto della madre di lui, e la moglie si mostra contrariata. Tuttavia il marito invita la propria madre a cena, nel  locale abitativo attiguo al bar-ristorante. L'iniziale avversione della moglie per la suocera si muta improvvisamente in totale accettazione (il marito, rientrando dal locale pubblico alla stanza privata, coll'intento di spiare la relazione fra moglie e suocera, è sorpreso dal nuovo atteggiamento della moglie, che si mostra felice, e lo bacia), e quando la moglie, dopo la cena privata, alticcia, si abbandona a dormire su una poltrona, la suocera la veglia, carezzandola di tanto in tanto, mentre prosegue il suo lavoro a maglia.
La suocera, più avanti, osservando alla parete due fotografie, una del matrimonio del figlio e della nuora, e la seconda presumibilmente (non è molto visibile, nel film) del figlio in compagnia di sé stessa, muta l'accettazione in repulsione, ed arriva ad uno scontro fisico con la nuora. In seguito a ciò, la moglie, dopo aver intimato invano alla suocera di lasciare la casa,  la lascia lei stessa  portando con sé il figlioletto, infante, ma viene ricondotta a casa dal marito. Suocera e nuora giungono a disputarsi l'uomo, che alla fine lascia la casa, lasciando le due donne in disperazione. Inframmezzato a tutto ciò ci sono scene riprese nelle vie della città, dove impazza il capodanno, ed inquadrature di onde del mare (citato come uno dei luoghi dell'azione filmica nei titoli di testa). Alla fine si scopre il cadavere dell'uomo, che probabilmente si è tolto la vita. Nonostante ciò, i festeggiamenti di San Silvestro continuano nella città. Una delle ultime inquadrature è dedicata al figlioletto, ora orfano di padre, nella sua carrozzina.